# フアン・ビセンテ・ペレス・モラ
フアン・ビセンテ・ペレス・モラ（Juan Vicente Perez Mora、1909年5月27日 - 2024年4月2日）は、ベネズエラのスーパーセンテナリアン。ベネズエラ・タチラ州在住だった長寿の男性。2022年1月18日以降死去するまで存命中の最高齢男性となっていた。また、男女を通したベネズエラの歴代最高齢者である。

## 略歴
1909年、ベネズエラのタチラ州に生まれる。4歳の頃に一度移住し、そこで農場を一つ購入する。既にこの時点で8人の兄弟がいた。父親、兄弟と共に農場で働いていた。10歳の頃から学校にも通い始めたが、先生が病気を患ったことから1か月で辞めることを余儀なくされた。読み書きに関する本を先生から渡されていたため、その後はその本で勉強した。兄のミゲルがミランダ州ロス・パウジレス村に住むようになってからはミゲルと共に働いた。一度村を離れていたが、1938年に結婚し、再びロス・パウジレス村に戻る。翌年自身の農場を購入し、そこで働く。1997年に妻が、2008年に兄が死去。2022年時点で、子供11人、孫41人、ひ孫18人、玄孫12人に恵まれていた。
2019年には年齢に疑問が呈されていないベネズエラ人男性として初めて110歳の誕生日を迎える。翌年6月にはEFEからインタビューを受ける。
2022年1月18日にスペインのサトゥルニノ・デ・ラ・フエンテ・ガルシアが死去したことにより、存命中の男性の最高齢者となった。
2022年2月にはタチラ州立法評議会から生きた遺産として認定されていたという。2022年3月30日、ギネス世界記録より正式に「存命中の男性のうち世界最高齢者」と認定された。
2022年6月1日、デリオ・ベントゥロッティが死去したことにより、生年に確証がある人物としては世界で最後の1900年代生まれの男性となった。
2024年4月2日にサン・ホセ・デ・ボリバルで死去。114歳311日没。これにより1900年代生まれの男性は全員この世を去った。また、これに伴い中国の施平（1911年生まれ）が存命中の男性で最高齢となった。